# گیلبرت رایل
گیلبرت رایل (به انگلیسی: Gilbert Ryle) (زاده ۱۹۰۰- مرگ ۱۹۷۶)، فیلسوف آکسفوردی بنیانگذار فلسفه زبان متعارف، از شخصیت‌های برجسته در سنت فلسفه تحلیلی است که در زمینه ذهن و زبان تأثیر فراوانی بر فیلسوفان پس از خود داشت.

## آثار
برخی از کتاب‌های رایل عبارت‌اند از:
- «مفهوم ذهن» (۱۹۴۹)
- «پیشرفت افلاطون» (۱۹۶۶) ترجمه ملیحه ابویی مهریزی، انتشارات فارسی، ۱۴۰۰
- «تردیدها»(۱۹۵۴)